# Biserica de lemn Sf. Voievozi din Vânători-Neamț

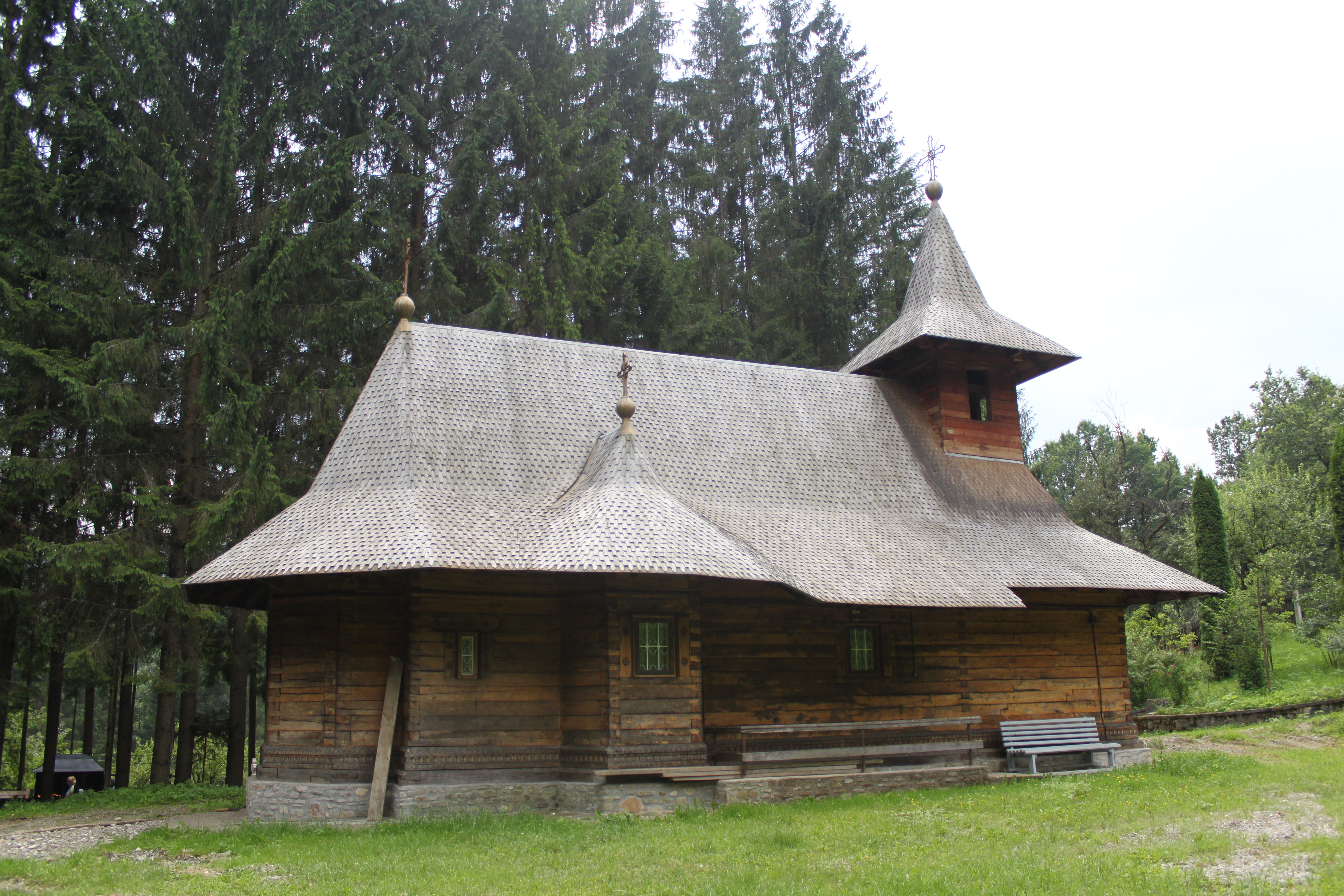
Actuala biserică de lemn din cimitirul mănăstirii Sihăstria, judeţul Neamţ

Biserica de lemn Sf. Voievozi din Vânători-Neamț este biserica din cimitirul mănăstirii Sihăstria, județul Neamț. Biserica se află pe noua listă a monumentelor istorice sub codul LMI:  NT-II-m-A-10736.02